# Ільйора
Ільйора (ісп. Illora) — муніципалітет в Іспанії, у складі автономної спільноти Андалусія, у провінції Гранада. Населення — 10 386 осіб (2010).
Муніципалітет розташований на відстані близько 350 км на південь від Мадрида, 26 км на північний захід від Гранади.
На території муніципалітету розташовані такі населені пункти: (дані про населення за 2010 рік)
- Ла-Алондігілья: 2 особи
- Аломартес: 2164 особи
- Бракана: 417 осіб
- Ескоснар: 932 особи
- Обейлар: 491 особа
- Ільйора: 5219 осіб
- Токон: 1068 осіб
- Вальєкемадо: 49 осіб
- Вентас-Альгарра: 44 особи

## Демографія
Динаміка населення (INE ):

## Галерея зображень

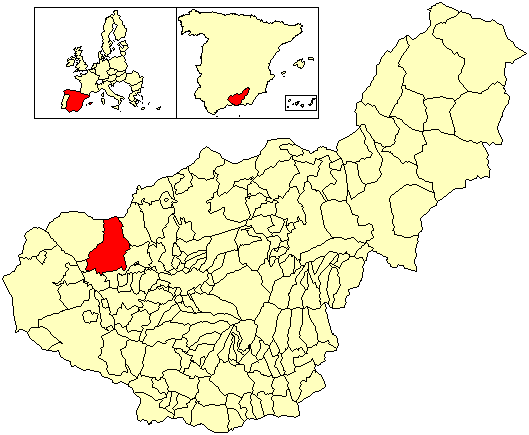
Розташування муніципалітету у провінції Гранада
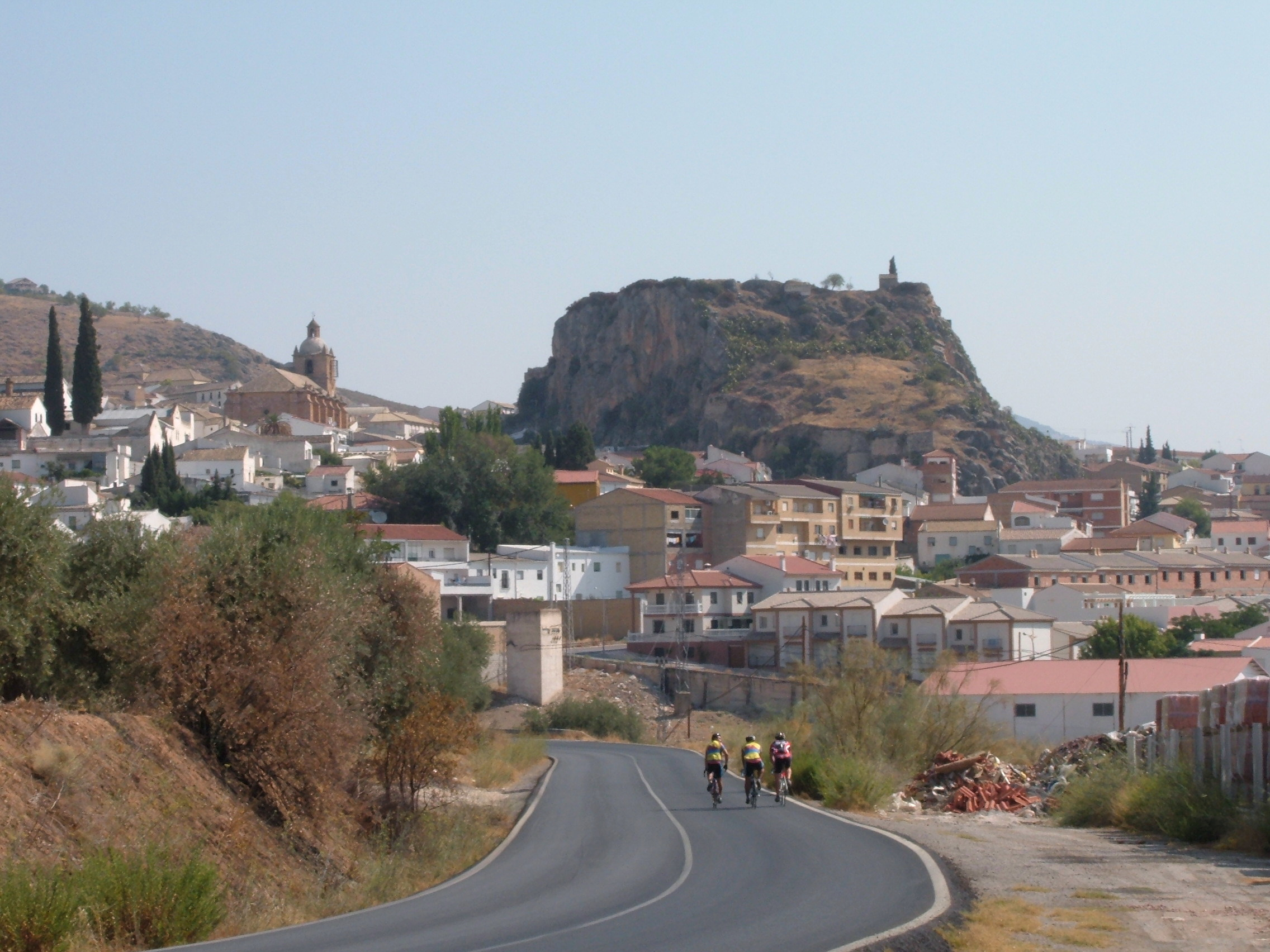
Ільйора